# Corchorus erodioides
Corchorus erodioides là một loài thực vật có hoa trong họ Cẩm quỳ. Loài này được Balf.f. mô tả khoa học đầu tiên năm 1882.